# Liste der Baudenkmale in Hohenbollentin
In der Liste der Baudenkmale in Hohenbollentin sind alle denkmalgeschützten Bauten der Gemeinde Hohenbollentin (Mecklenburg-Vorpommern) und ihrer Ortsteile aufgelistet. Grundlage ist die Veröffentlichung der Denkmalliste des Landkreises Mecklenburgische Seenplatte (Auszug) vom 20. Januar 2017.

## Baudenkmale nach Ortsteilen

### Hohenbollentin
| ID  | Lage    | Bezeichnung | Beschreibung | Bild           |
| --- | ------- | ----------- | ------------ | -------------- |
| 490 | (Karte) | Kirche      |              | Weitere Bilder |

## Quelle
- Karte der Baudenkmale im Geoportal des Landkreises